# Dodge St. Regis
Dodge St. Regis — четырёхдверный седан среднего класса, производившийся с 1978 по 1981 год американскими компаниями Dodge и Chrysler. 

## Описание
Автомобиль Dodge St. Regis произведён на платформе Chrysler R. В отличие от Dodge Royal Monaco, длина автомобиля уменьшена на 5,5 дюймов, ширина — на 2,7, колёсная база — на 3, снаряжённая масса — на 900 фунтов. Автомобиль производился с кузовом седан.
Модель Dodge St. Regis оснащена фарами с крышкой, которая открывается при включении освещения.
Всего было произведено 64502 модели.

## Производство
| Год           | Всего         |
| 1979          | 34434         |
| 1980          | 17068         |
| 1981          | 13000         |
| Итого = 64502 | Итого = 64502 |
| ------------- | ------------- |

## Галерея

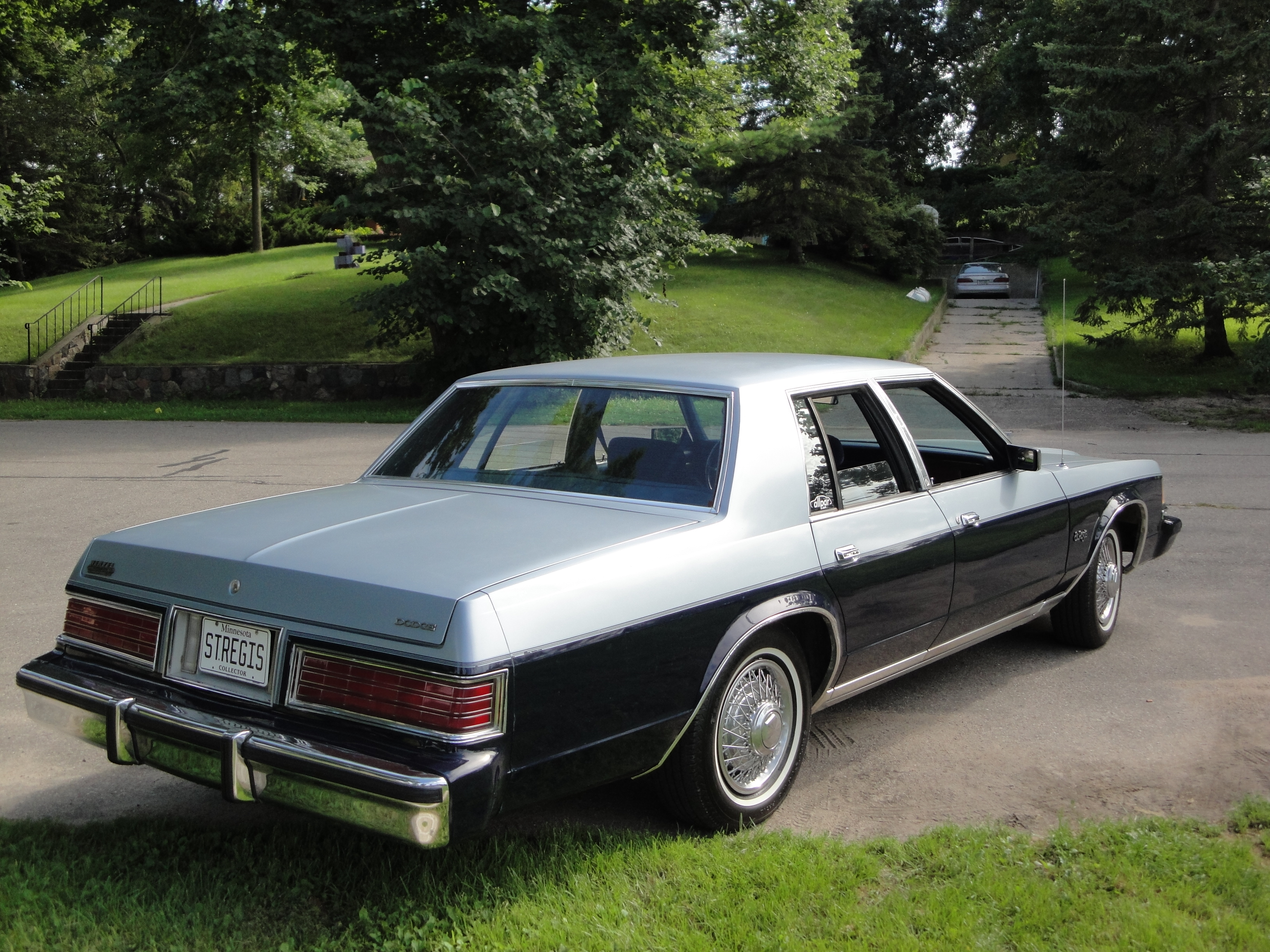
Dodge St.Regis (вид сзади)
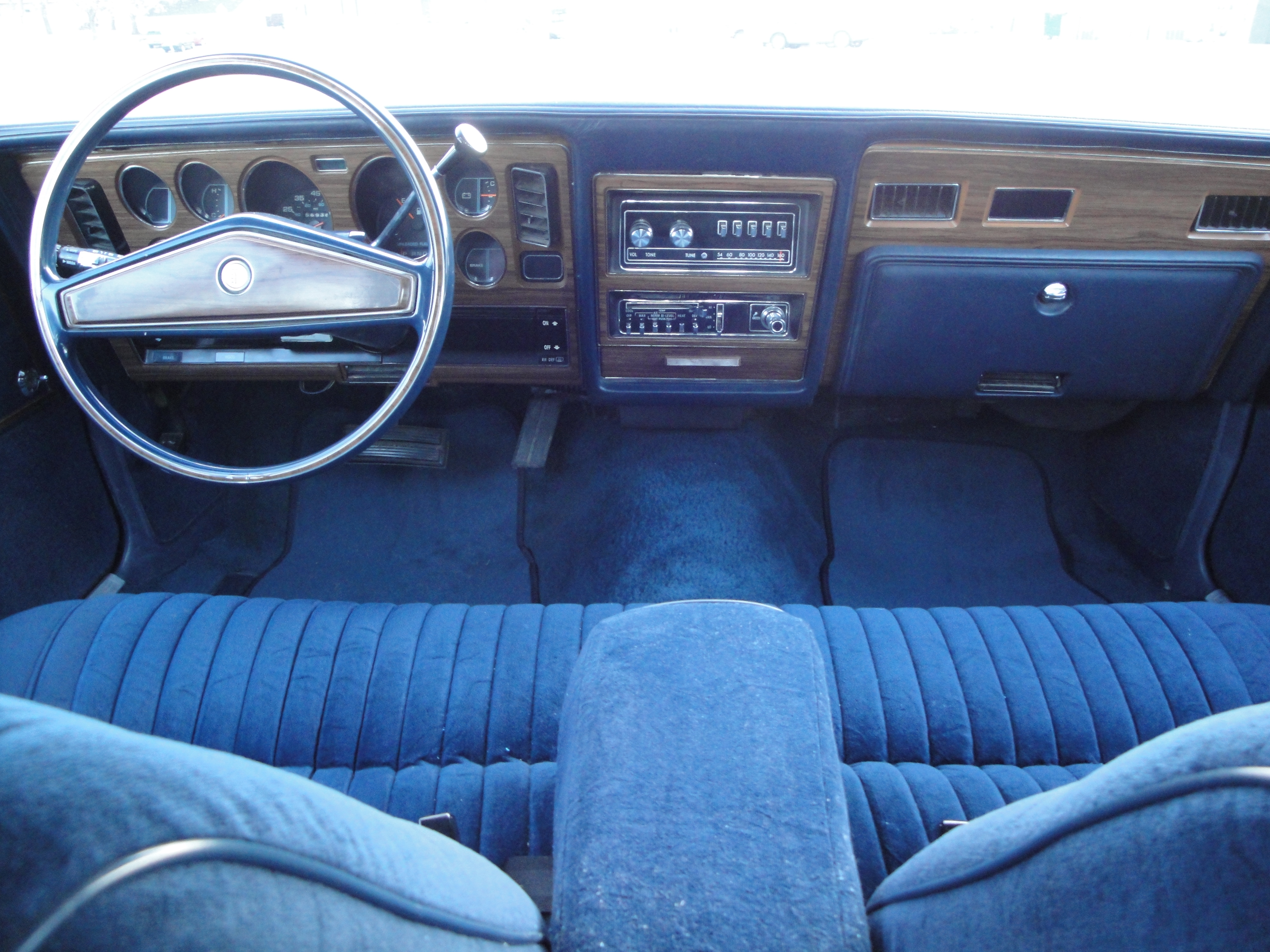
Место водителя
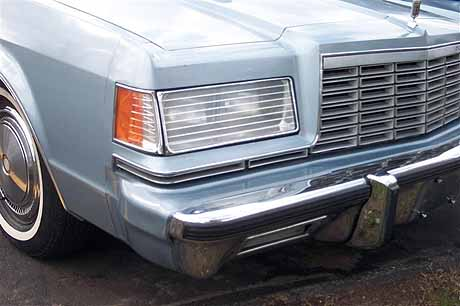
Выключенные фары
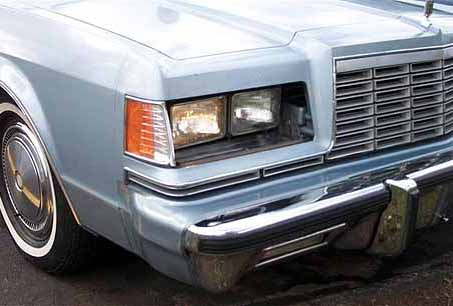
Включённые фары